# Артур Мачадо
Артур Мачадо (Нитерој, 1. јануар 1909  – 20. фебруар 1997  ) био је бивши бразилски фудбалер . Играо је за репрезентацију Бразила на светском првенству у фудбалу 1938. године.